# 부산성우학교
부산성우학교는 부산광역시 기장군 장안읍 명례리에 위치한 지적장애, 정서장애 학생을 위한 사립 특수학교이다.

## 연혁
- 2008년 3월 1일 : 개교